# My Hair is Bad
My Hair is Bad（マイヘアーイズバッド）は、日本のスリーピースロックバンド。所属事務所はTHE NINTH APOLLO。所属レーベルはユニバーサルミュージックのEMI Records。略称は「マイヘア」。

## 略歴
2008年、新潟県上越市にて椎木が先輩の紹介で山本と、同じ高校のクラスメイトであった山田を誘いバンドを結成。山本と山田は同じ中学。
バンド名の由来は、結成当時山本が格闘マンガ"グラップラー刃牙"の主人公・範馬刃牙のような髪型で"My Hair is Bad！"と言っていたのをきっかけに山麓線沿いのマクドナルドで決まった。高校時代から地元、新潟にて多数のバンドのツアーサポートを務めた。
2013年2月にミニアルバム『昨日になりたくて』でデビュー。
2016年5月11日にシングル『時代をあつめて』を発売しEMI RECORDSよりメジャーデビュー。
2020年12月23日、CDシングル『life』とデジタルシングル『love』を同時発売。
2022年4月1日、テレビ朝日系『ミュージックステーション』に生出演。「真赤」と「歓声をさがして」を披露し、バンド初のテレビパフォーマンスとなった。同日にメジャーデビュー以降の全作品のサブスクリプションサービスでの配信も開始された。

## メンバー
※特記がない限り、出典は2022年3月11日に公開された新潟日報の記事。
- 椎木 知仁（しいきともみ、1992年3月19日 - ）（33歳）: ボーカル、ギター
新潟県立高田商業高等学校卒業。
ORANGE RANGEがきっかけでギターを始めた[2]。
高校生くらいの頃からクリープハイプのファンで、ライブに通っていた[9]。
ライブ衣装は自身でライブ後に洗濯し、ライブ前にアイロンをかけている。
バンド活動と並行して、ソロ活動を行なっている[10]。
- 山本 大樹（やまもと ひろき、1991年8月21日 - ）（33歳）: ベース、コーラス
愛称は「バヤ」[11]。
新潟県立高田北城高等学校卒業。
2022年11月2日、Twitter上で結婚を発表[12][13]。
- 山田 淳（やまだ じゅん、1991年12月18日 - ）（33歳）: ドラムス
愛称は「やまじゅん」[14]。
新潟県立高田商業高等学校卒業。

## ディスコグラフィ

### 映像作品
|     | 発売日        | タイトル                                                                    | 規格品番                                | 備考                                 |
| --- | ------------- | --------------------------------------------------------------------------- | --------------------------------------- | ------------------------------------ |
| 1st | 2018年8月8日  | My Hair is Bad ギャラクシーホームランツアー 2018.3.30,31                    | UPXH-20068(Blu-ray) UPBH-20222/3（DVD） | オリコン最高3位（DVD）8位（Blu-ray） |
| 2nd | 2019年9月25日 | My Hair is Bad ファンタスティックホームランツアー 2019.4.16,17 横浜アリーナ | UPXH-20081(Blu-ray) UPBH-20246/7（DVD） |                                      |

### 参加作品
| 発売日         | タイトル                             | 規格品番              | 収録曲             | 備考 |
| -------------- | ------------------------------------ | --------------------- | ------------------ | --- |
| 2010年9月8日   | In the Stage                         | TNAD-0014             | 5.声               | THE NINTH APOLLO発のコンピレーション・アルバム。廃盤。                                                  |
| 2011年11月2日  | In the Stage2                        | TNAD-0023             | 10.夏が過ぎてく    | 「In the Stage」シリーズ第2弾。廃盤。                                                                   |
| 2012年7月25日  | In the Stage COG                     | TNAD-0029             | 6.ディアウェンディ | 参加応募型オムニバスという形を取り、527件の応募から選ばれた全54バンドが収録。                           |
| 2014年8月20日  | あっ、良い音楽ここにあります。その四 | FIVER-025             | 16.彼氏として      | グッドモーニングアメリカ主催のコンピレーション・アルバム。                                              |
| 2014年9月10日  | BASEMENT TAPES                       | BURC-002              | 10.ふたり          | BUNS RECORDS初のレーベル・コンピレーション。 同世代を集めた、全バンド未発表曲、再録のみの収録。         |
| 2017年10月18日 | PAUSE ?STRAIGHTENER Tribute Album?   | TYCT-69121 TYCT-60109 | 9.REMINDER         | ストレイテナーのトリビュート・アルバム。 REMINDERはバンドを結成して最初のライブでコピーした楽曲である。 |
| 2022年11月11日 | ELLEGARDEN TRIBUTE                   |                       | 2.金星             | ELLEGARDENのトリビュート・アルバム。                                                                    |

## タイアップ一覧
| 使用年 | 曲名               | タイアップ                                                           |
| ------ | ------------------ | -------------------------------------------------------------------- |
| 2022年 | 歓声をさがして     | テレビ朝日系『スーパーバラバラ大作戦』テーマソング                   |
| 2022年 | 瞳にめざめて       | ABEMA『恋する♥週末ホームステイ2022 秋 ～Honey Soda Story~』主題歌    |
| 2024年 | 太陽               | MBS『第96回センバツ』 （第96回選抜高等学校野球大会）公式テーマソング |
| 2024年 | 思い出をかけぬけて | 映画『クレヨンしんちゃん オラたちの恐竜日記』主題歌                  |

## ヘビーローテーション/パワープレイ

### テレビ
| 放送年 | 曲名                   | ヘビーローテーション/パワープレイ         |
| ------ | ---------------------- | ----------------------------------------- |
| 2016年 | 戦争を知らない大人たち | スペースシャワーTV 2016年5月度POWER PUSH! |

## 主なライブ

### 主催ライブ・ツアー
- 太字日程はイベントと共催